# شهرستان گلوبچه
شهرستان گلوبچه (به لاتین: Głubczyce County) یک شهرستان در لهستان است که در استان اوپوله واقع شده‌است. شهرستان گلوبچه ۶۷۳٫۱ کیلومتر مربع مساحت و ۴۹٬۸۱۸ نفر جمعیت دارد.

## نگارخانه

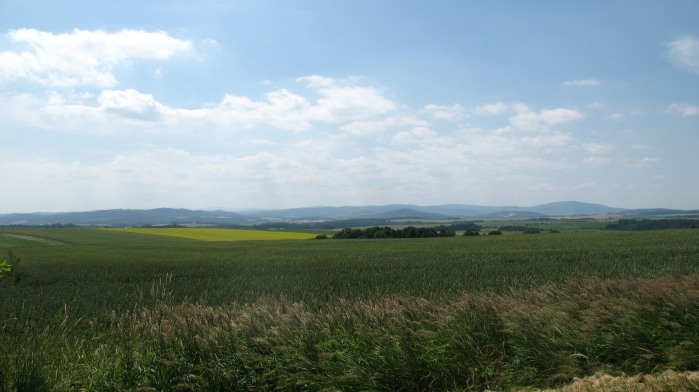